# Santiago de Compostela
Santiago de Compostela je město ve Španělsku, od roku 1982 hlavní město autonomního společenství Galicie a provincie A Coruña. Zaujímá plochu 220 km² a žije zde přibližně 100 tisíc obyvatel.
Od středověku je jedním z nejvýznamnějších poutních míst Evropy. V roce 2000 bylo spolu s Prahou Evropským hlavním městem kultury.

## Historie

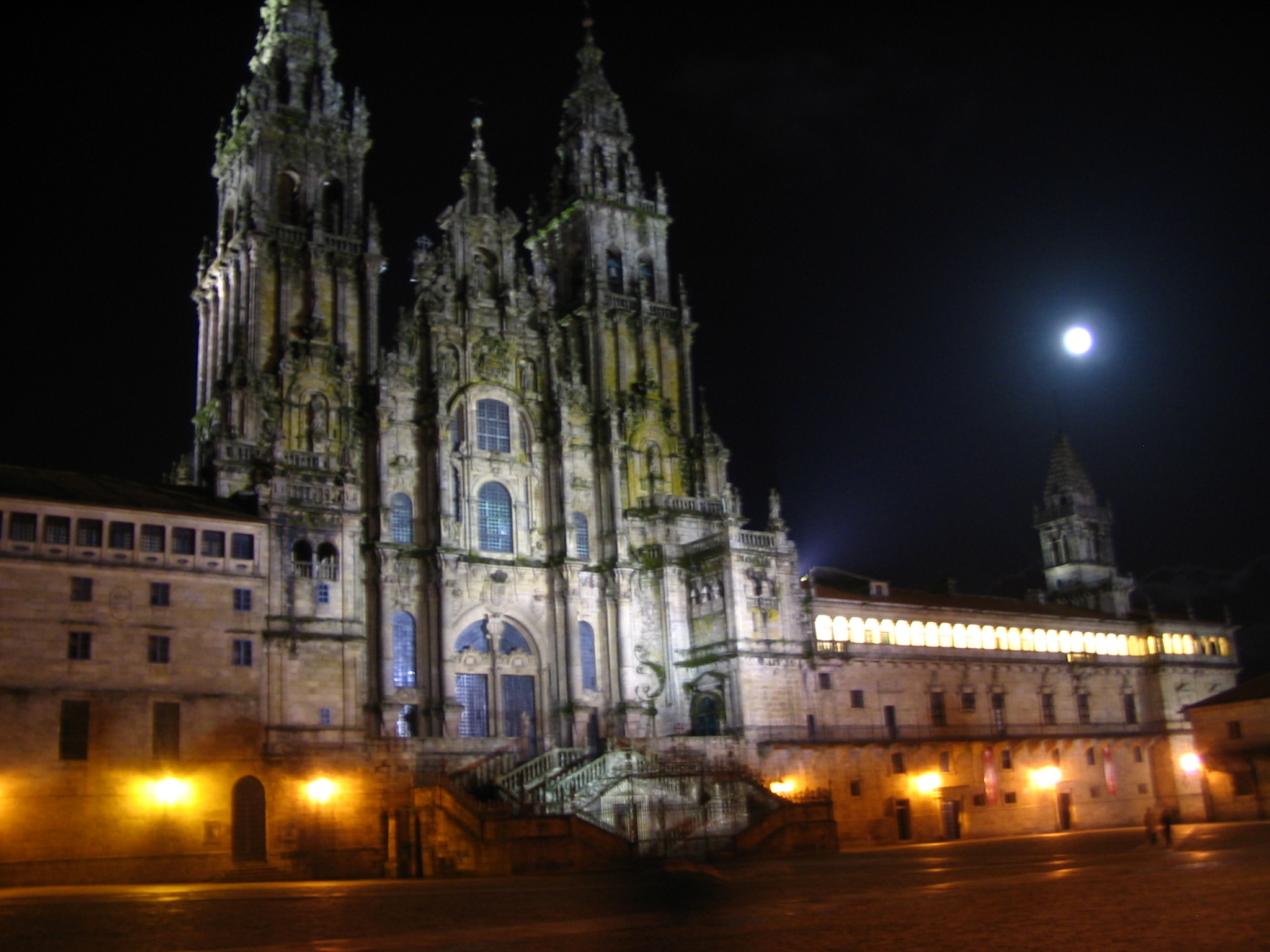
Katedrála v Santiagu de Compostela

Santiago de Compostela bylo založeno na přelomu 4. a 5. století. Název města je odvozen z latinského Campus Stellae, tj. hvězdné pole resp. Mléčná dráha. Později pak byl zkomolen na Compostela. V 9. století zde byly objeveny údajné ostatky svatého Jakuba Staršího, jednoho z dvanácti apoštolů. Od vrcholného středověku až dodnes je Santiago jedním z nejvýznamnějších katolických poutních míst s velkou katedrálou.

## Svatojakubská cesta
V katedrále jsou uloženy ostatky svatého Jakuba Staršího, který se ve španělštině jmenuje Santiago. Katedrála je cílem Svatojakubské pouti, ve španělštině El Camino de Santiago. Historie pouti navazuje na legendu, podle které byl svatý Jakub Starší jako jeden z Kristových učedníků poslán konat misijní činnost na Pyrenejský poloostrov. Po návratu byl popraven v Jeruzalému, ale jeho ostatky byly přeneseny zpět do místa jeho misijního působení.
Podle tradičního výkladu, který nelze doložit dále než do 12. století, ostatky svatého Jakuba Staršího nalezl v roce 835 biskup Theodomir z Iria Flavia. Biskup našel místo, kde je svatý Jakub Starší pohřben.

## Pamětihodnosti
Celé staré město s chrámy, kláštery a obytnými domy, postavenými v rozmezí od 12. do 19. století, je památkovou rezervací zapsanou v seznamu UNESCO.

### Katedrála sv. Jakuba
Katedrála má tři prohlídkové okruhy: chrám a krypta s ostatky sv. Jakuba jsou přístupné denně od 8 hodin ráno do 20 hodin. Muzeum církevního umění vystavuje obrazy a sochy od románské doby do 19. století nejen se svatojakubským námětem. Interiéry 1.–3. patra kapituly a ochoz věže jsou vybaveny dobovým mobiliářem a gobelíny, jsou přístupné za vstupné, poutníci mají po předložení kredenzialu slevu.

### Hospital de los Reyes Católicos
Stojí proti katedrále na náměstí, zřízena roku 1509 jako královská ubytovna pro poutníky, dnes luxusní hotel řetězce Parador, který svou nepatřičnost vykupuje dobročinností: každý den ráno vybere 10 poutníků, které pozve zdarma ke stolu.

### Klášter benediktinů s kostelem
Je obrovský komplex budov, přiléhá ze severní strany ke katedrále, protože benediktini se zde v prvních stoletích starali o provoz.

### Klášter s kostelem dominikánů
Fasády a interiér kostela přestavěny v barokním slohu; původně gotické jedno z prvních sídel univerzity.

### Plaza de Galicia
Je moderní čtvrť ze 20. století, obklopená parkem Parque da Ferradura, s promenádou a můstky přes tůně, s pomníkem galicijské básnířky Rosalie de Castro a s betonovou sochou proslulé nedávno zesnulé žebračky.

### Klášter františkánů s kostelem sv. Františka
Klášter je mohutná čtyřkřídlá gotická stavba; dnes slouží jako luxusní hotel. Do jeho vestibulu a společenské místnosti v přízemí však lze bezplatně vstoupit na prohlídku archeologických nálezů nejstarší stavby z doby kolem roku 1240–1260. Z kostela je vstup do Muzea misií, věnovanému poutním památkám tří měst Jeruzaléma, Říma a Santiaga.

### Centrum moderního umění Galicie
Neboli Ciudad de la Cultura de Galicia sídlí na vrchu Gaias, od roku 1995 sdružuje budovy muzea moderního umění, divadla a knihovnu, navrhli je americký architekt německého původu Peter Eisenmann a portugalský architekt Álvaro Siza.

## Univerzita
Univerzita byla založena v 15. století. Dnes má tato Universidade de Santiago de Compostela kromě starých historických budov (v klášteře benediktinů , dominikánů, jezuitské koleji) a knihovny dvě moderní sídla (kampusy), severní a jižní a ještě pobočku ve městě Lugo.

## Demografie
| 1900   | 1930   | 1950   | 1981   | 2004   |
| ------ | ------ | ------ | ------ | ------ |
| 24 120 | 38 270 | 55 553 | 82 404 | 92 298 |

## Partnerská města
- Assisi, Itálie
- Barcelona, Španělsko
- Buenos Aires, Argentina
- Caracas, Venezuela
- Cáceres, Španělsko
- Dženín, Palestina
- Qom, Írán
- Mašhad, Írán
- Pisa, Itálie
- São Paulo, Brazílie
- Santiago de Cuba, Kuba
- Santiago de Querétaro, Mexiko
- Santiago do Cacém, Portugalsko
- Zaragoza, Španělsko